# Putto
Putto (flt. putti) er en buttet barnefigur, næsten altid af hankøn, ofte nøgen og med vinger, som man finder i renaissancekunst og især i rokokoens kunst i Tyskland. Figuren stammer fra oldtidskunst, men blev "genopdaget" i renaissancen. Disse figurer bliver ofte og fejlagtigt forvekslet med keruber

## Etymologi
Ordet putto er italiensk ental, hankøn; flertal er putti. Hunkønsformen putta bruges aldrig.
I tidlig moderne italiensk betød ordet simpelthen "barn"; i dag bruges det kun i denne specielle betydning.

## Historie

### Putto i renaissancen
Putti er et klassisk motiv som primært findes på barnesarkofager fra det 2. århundrede, hvor de fremstilles kæmpende, dansene, deltagende i bakkinalia, dyrkende sport osv.
Genindførelsen af puttofiguren tilskrives almindeligvis Donatello, i Firenze i 1420erne, selv om der er tidligere forekomster.

### Hvor finder man putti
Man finder putti, keruber og engle i både religiøs og verdslig kunst fra 1420'erne i Italien, fra starten ef 1500-tallet i Holland og Tyskland, i sen renaissance in Frankrig, og overalt på baroklofter. Listen over kunstnere ville blive for lang, men de bedst kendte er Donatello og Raphael (med Giulio Romano og Giovanni da Udine), og alle deres efterfølgere.
Højdepunktet for brugen af putti indtraf i Sydtyskland i midten af 1700-tallet, hvor de pryder mange og indgår i fantastiske konstellationer af ornamentik og stuk.
Putti blev også genoplivet i det 19. århundrede, hvor de forekom i malerier fra de franske akademiske malere til Gustave Dorés illustrationer til Orlando furioso, og endda reklamer.

## Galleri
- Galateas triumf, by Raphael
- Madonna del Popolo af Federico Barocci
- Af Peter Paul Rubens
- Justitia af Luca Giordano